# Taluyers
Taluyers est une commune française, située dans le département du Rhône en région Auvergne-Rhône-Alpes. Ses habitants sont les Talusiens et les Talusiennes.

## Géographie
Taluyers est situé à environ 20 km au sud-ouest de Lyon, à 10 km de Givors, et à environ 7 km de Brignais. La commune appartient au canton de Saint-Symphorien-d'Ozon. Sa superficie est de 809 ha.

### Climat
Pour des articles plus généraux, voir Climat d'Auvergne-Rhône-Alpes et Climat du Rhône.
En 2010, le climat de la commune est de type climat océanique dégradé des plaines du Centre et du Nord, selon une étude du Centre national de la recherche scientifique s'appuyant sur une série de données couvrant la période 1971-2000. En 2020, Météo-France publie une typologie des climats de la France métropolitaine dans laquelle la commune est exposée à un climat de montagne ou de marges de montagne et est dans la région climatique  Nord-est du Massif Central, caractérisée par une pluviométrie annuelle de 800 à 1 200 mm, bien répartie dans l’année. 
Pour la période 1971-2000, la température annuelle moyenne est de 11,6 °C, avec une amplitude thermique annuelle de 17,7 °C. Le cumul annuel moyen de précipitations est de 792 mm, avec 9 jours de précipitations en janvier et 6,4 jours en juillet. Pour la période 1991-2020, la température moyenne annuelle observée sur la station météorologique de Météo-France la plus proche, « Mornant », sur la commune de Mornant à 4 km à vol d'oiseau, est de 12,1 °C et le cumul annuel moyen de précipitations est de 758,5 mm,. Pour l'avenir, les paramètres climatiques de la commune estimés pour 2050 selon différents scénarios d'émission de gaz à effet de serre sont consultables sur un site dédié publié par Météo-France en novembre 2022.
| Mois                                  | jan.           | fév.             | mars          | avril       | mai           | juin           | jui.          | août          | sep.          | oct.          | nov.           | déc.           | année      |
| ------------------------------------- | -------------- | ---------------- | ------------- | ----------- | ------------- | -------------- | ------------- | ------------- | ------------- | ------------- | -------------- | -------------- | ---------- |
| Température minimale moyenne (°C)     | 0              | 0,2              | 2,7           | 5,3         | 9,2           | 12,8           | 14,7          | 14,4          | 10,7          | 7,7           | 3,4            | 0,7            | 6,8        |
| Température moyenne (°C)              | 3,5            | 4,5              | 8,2           | 11,3        | 15,2          | 19,2           | 21,4          | 21,1          | 16,8          | 12,6          | 7,3            | 4,2            | 12,1       |
| Température maximale moyenne (°C)     | 7              | 8,9              | 13,8          | 17,3        | 21,3          | 25,5           | 28,1          | 27,9          | 23            | 17,5          | 11,2           | 7,6            | 17,4       |
| Record de froid (°C) date du record   | −18 16.01.1985 | −18,1 10.02.1956 | −13 01.03.05  | −7 08.04.03 | −1 03.05.1945 | 0,4 15.06.1963 | 6 18.07.00    | 4 31.08.1998  | 1 30.09.1995  | −5 31.10.1997 | −10 23.11.1998 | −17 22.12.1938 | −18,1 1956 |
| Record de chaleur (°C) date du record | 19 10.01.15    | 22,5 18.02.22    | 26,6 31.03.21 | 29 22.04.18 | 34,3 24.05.09 | 38,7 18.06.22  | 40,3 31.07.20 | 41,7 24.08.23 | 35,1 10.09.23 | 30,7 09.10.23 | 22,4 01.11.20  | 19 16.12.1989  | 41,7 2023  |
| Précipitations (mm)                   | 47,7           | 35,4             | 43,2          | 59,8        | 71            | 69,6           | 69,3          | 62,4          | 76,7          | 87,3          | 86,4           | 49,7           | 758,5      |

## Urbanisme

### Typologie
Au 1er janvier 2024, Taluyers est catégorisée bourg rural, selon la nouvelle grille communale de densité à sept niveaux définie par l'Insee en 2022.
Elle appartient à l'unité urbaine de Lyon, une agglomération inter-départementale regroupant 123  communes, dont elle est une commune de la banlieue,,. Par ailleurs la commune fait partie de l'aire d'attraction de Lyon, dont elle est une commune de la couronne,. Cette aire, qui regroupe 397 communes, est catégorisée dans les aires de 700 000 habitants ou plus (hors Paris),.

### Occupation des sols

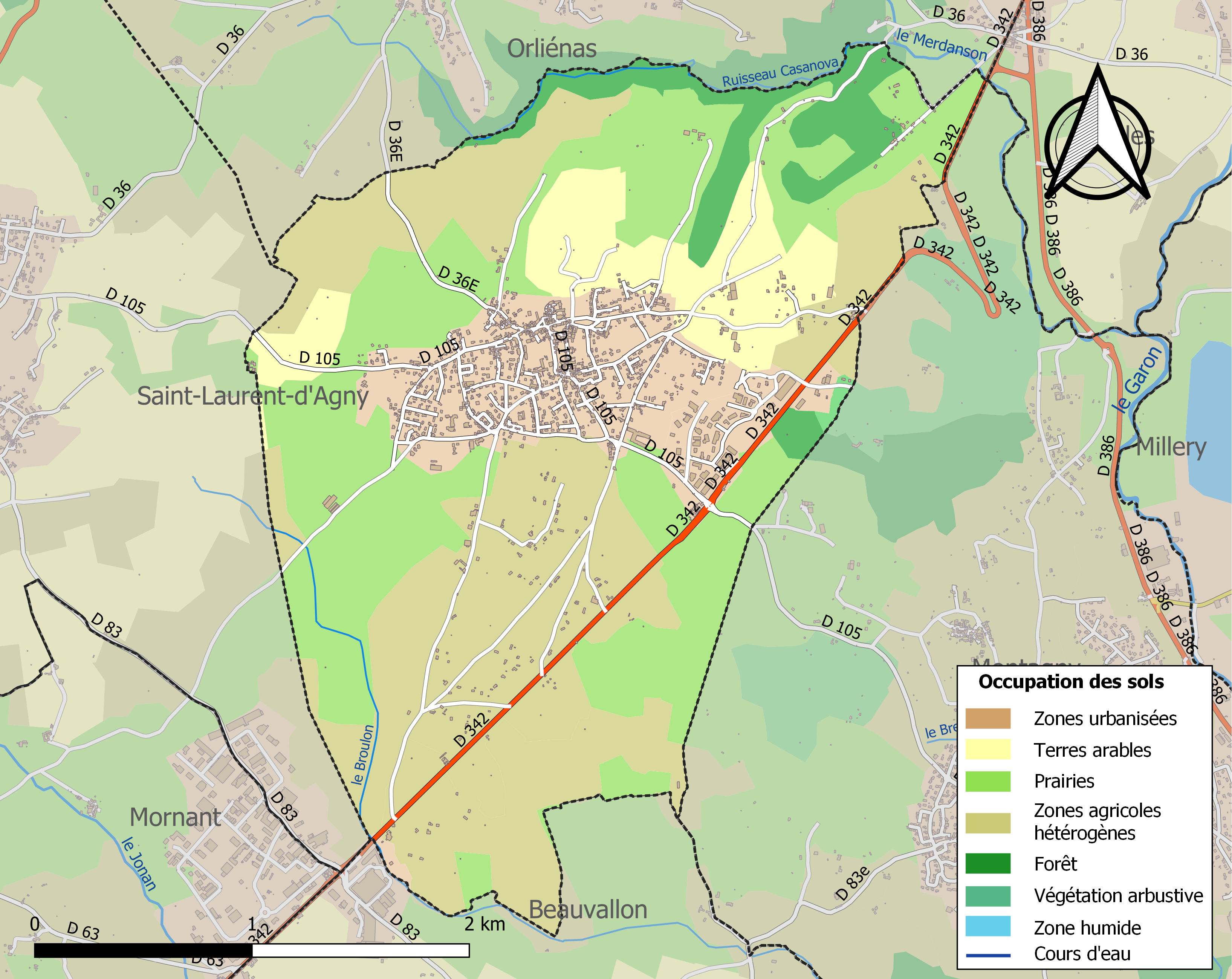
Carte des infrastructures et de l'occupation des sols de la commune en 2018 (CLC).

L'occupation des sols de la commune, telle qu'elle ressort de la base de données européenne d’occupation biophysique des sols Corine Land Cover (CLC), est marquée par l'importance des territoires agricoles (78,8 % en 2018), en diminution par rapport à 1990 (84 %). La répartition détaillée en 2018 est la suivante : 
zones agricoles hétérogènes (38 %), prairies (31 %), zones urbanisées (11,8 %), cultures permanentes (9,8 %), forêts (5,8 %), zones industrielles ou commerciales et réseaux de communication (3,4 %), milieux à végétation arbustive et/ou herbacée (0,2 %), terres arables (0,1 %).
```
L'évolution de l’occupation des sols de la commune et de ses infrastructures peut être observée sur les différentes représentations cartographiques du territoire : la 
carte de Cassini
 (
XVIII
e
 
siècle
), la 
carte d'état-major
 (1820-1866) et les cartes ou photos aériennes de l'
IGN
 pour la période actuelle (1950 à aujourd'hui)
[
Carte 1
]
.
```

## Histoire
Le village s'est essentiellement construit autour d'un prieuré fondé en 999 sous l’autorité de l’Abbé de Cluny.
- Judith Hemmendinger (1923-2024), assistante sociale qui après la Libération s'occupe des Enfants de Buchenwald dont Elie Wiesel, Naphtali Lau-Lavie, Israel Meir Lau et Menashe Klein

## Politique et administration

### Liste des maires
| Période                                  | Période                       | Identité                  | Étiquette | Qualité                                                                            |
| ---------------------------------------- | ----------------------------- | ------------------------- | --------- | ---------------------------------------------------------------------------------- |
| Les données manquantes sont à compléter. |                               |                           |           |                                                                                    |
| 1793                                     | 1795                          | Étienne Bonnet            |           |                                                                                    |
| 1795                                     | 1795                          | Antoine Bertholet         |           |                                                                                    |
| 1795                                     | 1807                          | Jean-Nicolas Moëne        |           |                                                                                    |
| 1808                                     | 1808                          | Claude Bertaud            |           |                                                                                    |
| 1809                                     | 1816                          | Pierre Bertaud            |           |                                                                                    |
| 1816                                     | 1826                          | Jean Guiot de Lauzières   |           |                                                                                    |
| 1826                                     | 1827                          | Jean-Pierre Targe         |           |                                                                                    |
| 1828                                     | 1830                          | Jean Guiot de Lauzières   |           |                                                                                    |
| 1830                                     | 1834                          | Antoine Serve             |           |                                                                                    |
| 1835                                     | 1835                          | A. Saignemorte            |           |                                                                                    |
| 1835                                     | 1837                          | Jean-Étienne Flassieux    |           |                                                                                    |
| 1837                                     | 1852                          | François Chapelle         |           |                                                                                    |
| 1852                                     | 1872                          | Fleury Balley             |           |                                                                                    |
| 1872                                     | 1879                          | Jacques Saignemorte       |           |                                                                                    |
| 1879                                     | 1892                          | Guillaume Magnard         |           |                                                                                    |
| 1892                                     | 1897                          | Étienne-Louis Verpillieux |           |                                                                                    |
| 1897                                     | 1901                          | Léopold Fournier          |           |                                                                                    |
| 1901                                     | 1906                          | Antoine Boiron            |           |                                                                                    |
| 1906                                     | 1929                          | Jean-Marie Chollet        |           |                                                                                    |
| 1929                                     | 1935                          | Benoît Delorme            |           |                                                                                    |
| 1935                                     | 1974                          | André-Prosper Chamard     |           |                                                                                    |
| 1974                                     | mars 1977                     | Stéphane Verpillieux      |           |                                                                                    |
| mars 1977                                | mars 1989                     | Louis Carle               |           |                                                                                    |
| mars 1989                                | mars 2001                     | Jean-Jacques Prébet       |           |                                                                                    |
| mars 2001                                | En cours (au 20 juillet 2025) | Pascal Outrebon           | DVD       | Promoteur immobilier 2e vice-président de la COPAMO Réélu pour le mandat 2020-2026 |

## Démographie
L'évolution du nombre d'habitants est connue à travers les recensements de la population effectués dans la commune depuis 1793. Pour les communes de moins de 10 000 habitants, une enquête de recensement portant sur toute la population est réalisée tous les cinq ans, les populations de référence des années intermédiaires étant quant à elles estimées par interpolation ou extrapolation. Pour la commune, le premier recensement exhaustif entrant dans le cadre du nouveau dispositif a été réalisé en 2008.

En 2022, la commune comptait 2 657 habitants, en évolution de +5,02 % par rapport à 2016 (Rhône : +3,93 %, France hors Mayotte : +2,11 %).
| 1793 | 1800 | 1806 | 1821 | 1831 | 1836 | 1841 | 1846 | 1851 |
| ---- | ---- | ---- | ---- | ---- | ---- | ---- | ---- | ---- |
| 552  | 551  | 582  | 541  | 563  | 585  | 631  | 475  | 710  |

| 1856 | 1861 | 1866 | 1872 | 1876 | 1881 | 1886 | 1891 | 1896 |
| ---- | ---- | ---- | ---- | ---- | ---- | ---- | ---- | ---- |
| 796  | 894  | 887  | 758  | 813  | 718  | 795  | 714  | 687  |

| 1901 | 1906 | 1911 | 1921 | 1926 | 1931 | 1936 | 1946 | 1954 |
| ---- | ---- | ---- | ---- | ---- | ---- | ---- | ---- | ---- |
| 708  | 609  | 524  | 609  | 591  | 631  | 674  | 608  | 671  |

| 1962 | 1968 | 1975 | 1982  | 1990  | 1999  | 2006  | 2008  | 2013  |
| ---- | ---- | ---- | ----- | ----- | ----- | ----- | ----- | ----- |
| 607  | 645  | 844  | 1 177 | 1 511 | 1 870 | 1 979 | 2 015 | 2 438 |

| 2018  | 2022  | - | - | - | - | - | - | - |
| ----- | ----- | - | - | - | - | - | - | - |
| 2 548 | 2 657 | - | - | - | - | - | - | - |

## Lieux et monuments

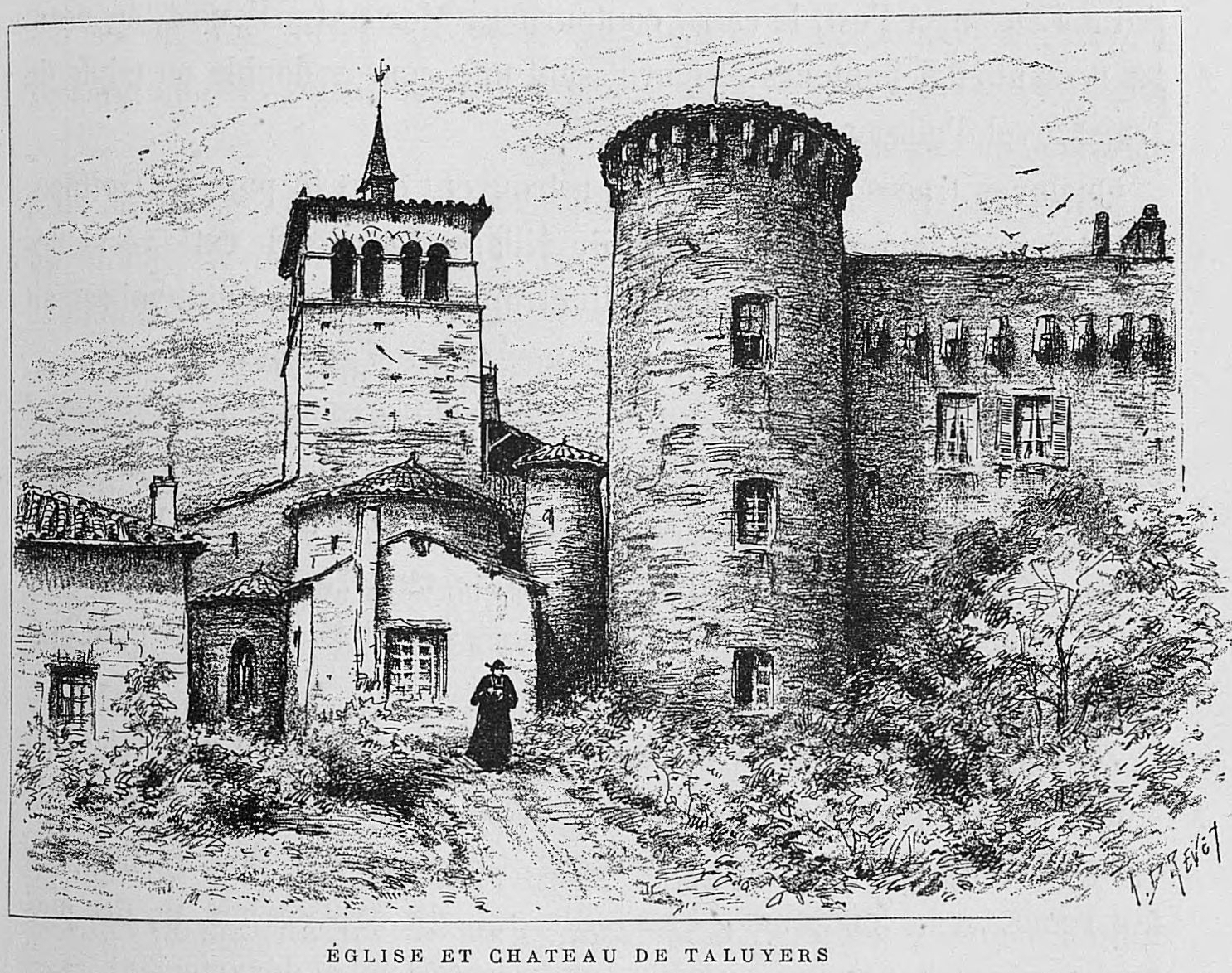
Église et château illustrés par Joannès Drevet (1854–1940).

- Église romane du XIIe siècle, avec une abside décorée de pilastres. Son clocher octogonal est du même type que celui de la basilique Saint-Martin d'Ainay dans le 2e arrondissement de Lyon.
- Deux tours d'un ancien manoir prieural fondé au Xe siècle, avec une façade remaniée au XIVe siècle.
- Prieuré des Taluyers.

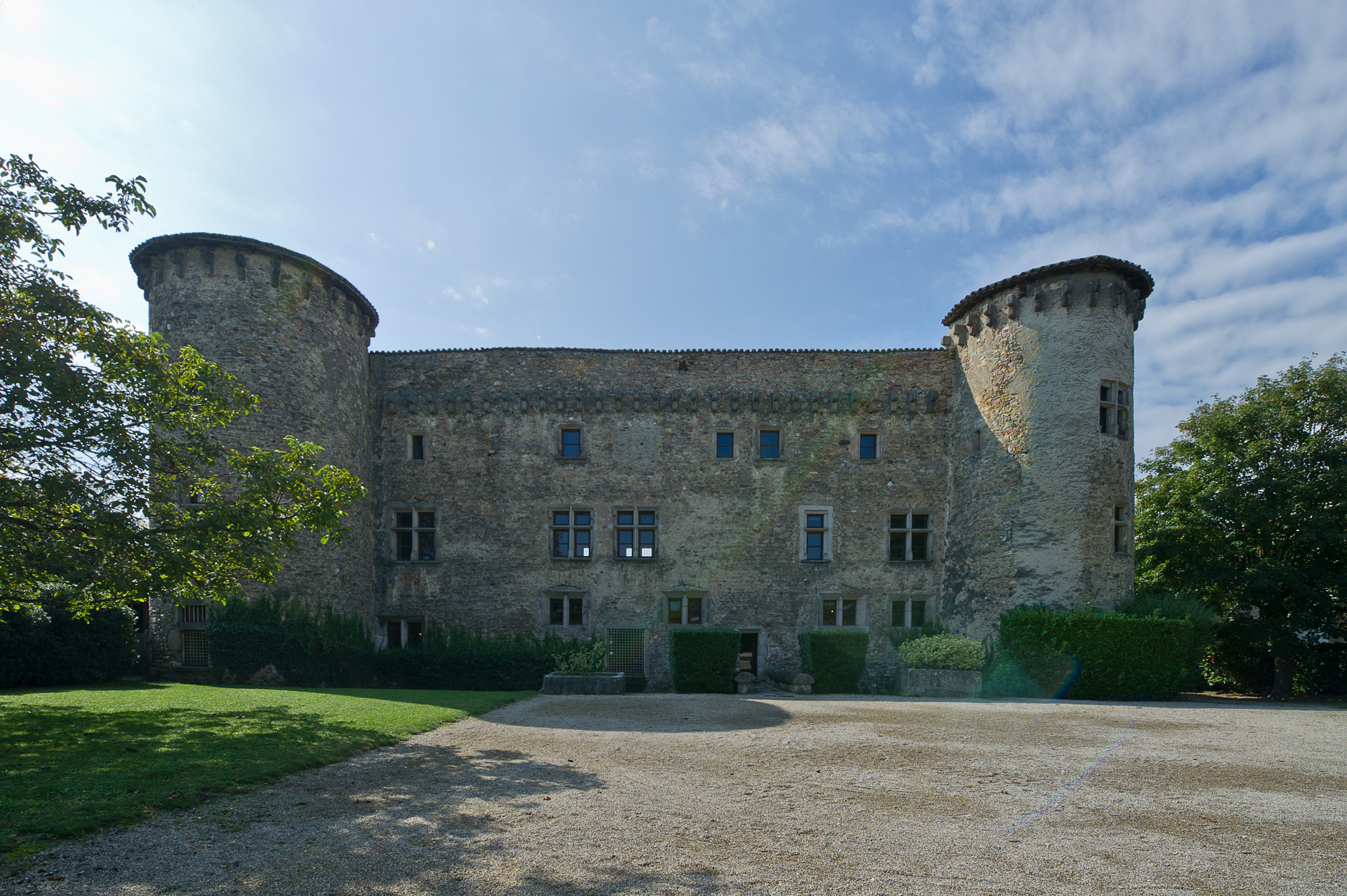
Le Prieuré de Taluyers

- Au lieudit du Prapin, vestiges de l'aqueduc romains du Gier[17].
- Étang de Combe Gibert.

## Personnalités liées à la commune
Étienne Mazard (1660-1736) né à Taluyers. Bienfaiteur de l'hôpital de la Charité de Lyon. La rue Mazard de Lyon lui doit son nom.

## Transports en commun
Taluyers est desservi par plusieurs lignes des cars départementaux du Rhône :
- La ligne 120, de Givors jusqu'à Lyon, en passant par Grigny, Montagny, Taluyers, Brignais, Saint-Genis-Laval, Oullins. Cette ligne permet d'accéder à la gare de Givors-Ville. De plus, Cette ligne permet d'accéder à la Gare de Brignais via l'arrêt "Briscope" situé à 250m de cette gare.
- La ligne 145, de Rive-de-Gier jusqu'à Saint-Genis-Laval, en passant par Saint-Maurice-sur-Dargoire, Mornant, Saint-Laurent-d'Agny, Taluyers et Brignais. Cette ligne permet d'accéder à la Gare de Brignais via l'arrêt "Brignais - Gare" situé à 120m de cette gare.